# Observations sur les Plantes des Environs d'Angers
Observations sur les Plantes des Environs d'Angers (abreviado Observ. Pl. Angers) es un libro con ilustraciones y descripciones botánicas que fue escrito por Nicaise Augustin Desvaux y publicado en el año 1818.
Nicaise Augustin Desvaux,(* 1784 - † 1856) fue profesor de Botánica en Bellevue cerca de Angers. Fue el director del jardín botánico de Angers, después de Poitiers.